# Edvald Boasson Hagen
Edvald Boasson Hagen (født 17. maj 1987 i Lillehammer) er en norsk tidligere cykelrytter. Han gjorde sig bemærket med en række topplaceringer. Boasson Hagen havde en specialitet som temporytter og sprinter. Han var også en god brostensrytter, samt han var kendt for sine kvaliteter som udbrudsrytter.

## Amatørkarrieren
I 2005 vandt han den afsluttende etape i Fredsløbet. Han cyklede for norske Team Maxbo Bianchi i 2006 og 2007. Han vandt otte løb i 2006, deriblandt tre etaper i Tour de l'Avenir (ungdommens Tour de France) i Frankrig. Han deltog som den yngste rytter ved VM i enkeltstart (U23) i Salzburg 2006, hvor han cyklede ind til en god 5. plads. I landevejsløbet ved samme VM blev han nummer 9.
I 2007 vandt han hele 15 løb, både etape- og samlede sejre, og blev blandt andet norsk mester i enkeltstart. Han skrev samme år kontrakt med (daværende) T-Mobile.

## Professionel debut
Sæsonen 2008 indledede han med at blive nummer fem på prologen i Tour of California, før han i marts slog til med sin første professionelle sejr på enkeltstarten (8,3 km) i Critérium International. Hans første ProTour-sejr kom 26. august 2008 på 6. etape i Eneco Tour. Nogen uger senere vandt han tre etaper i Tour of Britain.

## Sæsonen 2009
Fremgangen fortsatte i 2009. 8. april 2009 vandt han semi-klassikeren Gent-Wevelgem. Han debuterede i Grand Tour-sammenhæng i Giro d'Italia 2009 med at være på det vindende hold på den indledende holdtidskørsel, og den 15. maj 2009 vandt han 7. etape, derudover blev han nummer to på 6. og 8. etape, og nummer tre på den sidste enkeltstart. I august kæmpede han længe i toppen under Polen Rundt. Han tog to etapesejre, og endte på tredjepladsen samlet. Ti dage senere var det Eneco Tour. Her vandt han to etaper, var på podiet på yderligere fire af de otte etaper, og tog den samlede sejr med klar margin. Under Tour of Britain vandt han fire etaper i træk og tog den samlede sejr.
Edvald Boasson Hagen havnede på sjettepladsen i UCI World Ranking for 2009.

## Sæsonen 2010
Boasson Hagen kom på andenpladsen samlet i Tour of Oman i februar 2010, og han tog pointtrøjen og ungdomstrøjen. Han bar førertrøjen på anden og tredje etape, vandt tredje etape og den afsluttende 18,5 kilometers enkeltstart. På enkeltstarten distancerede han sig med nærmere et minut til alle andre end den samlede vinder og tempospecialist Fabian Cancellara, som han slog med 17 sekunder. I maj var han tilbage efter skader i to måneder på grund af smerter i akillessenen. Det første løb efter at han kom tilbage var Bayern Rundt som han tog som et træningsløb, før han deltog i etapeløbet Critérium du Dauphiné hvor han vandt sidste etape. Før skaden havde Edvald vundet fire etaper siden nytår, hvoraf en af sejrene kom på holdtidskørsel.

## Sæsonen 2011
I 2011 blev Boasson Hagen norsk mester i enkeltstart. Han vandt også 6. og længste etape af Tour de France 2011, Dinan–Lisieux, foran Matthew Goss og Thor Hushovd.

## Meritter
2005
Etapesejr, Lille Fredsløbet
Sola Open
U6 Cycle Tour samlet
3 etapesejre
Junior-VM
7.-plads (enkeltstart)
12. plads (linjeløb).
2006
Etapesejr, Rhône-Alpes Isère Tour
2 etapesejre, Thüringen Rundt
Etapesejr, Ringerike Grand Prix
Scandinavian Open
3 etapesejre, Tour de l'Avenir
VM i landevejscykling
5. plads, enkeltstart (U23)
9. plads, linjeløb (U23)
2007
Samlet og etapesejr, Istrian Spring Trophy
Etapesejr, Tour de Normandie
2 etapesejre, Le Tour de Bretagne
Samlet og 4 etapesejre, Ringerike Grand Prix
 National mester i enkeltstart
Samlet og 2 etapesejre, Paris-Corrèze
Etapesejr, Tour of Ireland
2008
Etapesejr, Critérium International
Grand Prix de Denain
 National mester i enkeltstart
Etapesejr, Eneco Tour
3 etapesejre, Tour of Britain
2009
Gent-Wevelgem
Giro d'Italia
7. etape og 1. etape (holdtidskørsel)
 National mester i enkeltstart
2 etapesejre, Polen Rundt
Eneco Tour
Samlet
Pointkonkurrencen
2 etapesejre
Tour of Britain
Samlet
Pointkonkurrencen
4 etapesejre
2010
2 etapesejre, Tour of Oman
Etapesejr, Tirreno-Adriatico
Etapesejr, Critérium du Dauphiné
 National mester i enkeltstart
Dutch Food Valley Classic
2011
1. etape, Bayern Rundt
 National mester i enkeltstart
6. etape, Tour de France
17. etape, Tour de France
Eneco Tour
Samlet
Pointkonkurrencen
Ungdomskonkurrencen
1 etapesejr
Vattenfall Cyclassics
2012
2. etape, Volta ao Algarve
3. etape, Tirreno-Adriatico
Glava Tour of Norway
Samlet
Pointkonkurrencen
Ungdomskonkurrencen
4. etape,
3. etape Critérium du Dauphiné
 National mester i landevejsløb
GP Ouest-France
 Sølv, landevej VM i landevejscykling
2013
Glava Tour of Norway
Samlet
Pointkonkurrencen
4. etape,
3. etape, Critérium du Dauphiné
 National mester i enkeltstart
 Bronze, holdtidskørsel (med Team Sky) VM i landevejscykling
2015
5. etape, Tour des Fjords
 National mester i enkeltstart
 National mester i landevejsløb
2. etape, Post Danmark Rund
Samlet, Tour of Britain
2016
3. etape, Tour of Qatar
Tour of Oman
Pointkonkurrencen
2. og 5. etape
4. og 5. etape, Tour of Norway
Critérium du Dauphiné
Pointkonkurrencen
4. etape
 National mester i enkeltstart
 National mester i landevejsløb
7. etape, Eneco Tour
2017
Tour of Norway
Samlet
1. etape
5. etape
Tour des Fjords
Samlet
3. etape
4. etape
5. etape
 National mester i enkeltstart
19. etape, Tour de France